# Fiat Transfert
Les Locomotives FIAT Transfert sont des locomotives diesel-électriques fabriquées entre 1966 et 1967 conçues par Fiat Ferroviaria avec Ercole Marelli pour la partie électrique. Les locomotives ont été assemblées par la division matériel ferroviaire Fiat Materfer de la filiale argentine Fiat Concord.

## Histoire
Entre 1966 et 1967, pour renforcer le parc de traction des Chemins de fer General Manuel Belgrano, en concession des Ferrocarriles Argentinos, la filiale argentine de Fiat Ferroviaria, Fiat Materfer a reçu une commande de locomotives diesel-électriques à voie étroite. 
Bien que ces locomotives aient été fabriquées exclusivement pour les Ferrocarriles Argentinos, plusieurs unités ont été exportées à Cuba et en Bolivie.
Grâce à leur faible charge à l'essieu, ces locomotives étaient idéales pour tracter les convois même sur les lignes comportant des embranchements en mauvais état.
À la fin des années 1990, les locomotives Fiat Transfer ont été maintenues en service actif par la compagnie privée Belgrano Cargas SA qui exploitait le réseau ferroviaire de fret à écartement réduit de 1 000 mm de 10 841 km construit par les chemins de fer du Centre-Nord et de la province de Santa Fe. En 2008, le gouvernement argentin a mis fin à la concession accordée à Belgrano Cargas SA et les locomotives Fiat Transfert ont été radiées.
Les moteurs qui ont équipé les locomotives sont des moteurs Fiat Grandi Motori 6 cylindres en ligne type GMD A236 SSF à injection directe (alésage 230 mm x course 270 mm) développant 1 320 ch à 1 000 tr/min mais bridés à 982 ch.
La partie électrique des locomotives est constituée d'une génératrice Ercole Marelli. 
D'autres séries du même modèle mais avec des puissances de 1 500 et 2 000 Ch ont également été fabriquées.